# UFC 229
UFC 229: Khabib vs. McGregor fue un evento de artes marciales mixtas producido por Ultimate Fighting Championship que se llevó a cabo el 6 de octubre de 2018 en el T-Mobile Arena en Paradise, Nevada, área metropolitana de Las Vegas.

## Historia
El evento fue encabezado por un combate del Campeonato Ligero de UFC entre el actual campeón Khabib Nurmagomedov y el excampeón de peso pluma y peso ligero Conor McGregor. McGregor obtuvo el título de peso ligero en UFC 205, cuando era el actual campeón de peso pluma. El irlandés nunca defendió el título, ya que se tomó un tiempo libre en 2017 debido al nacimiento de su primer hijo y luego se aventuró a sí mismo en un combate de boxeo contra Floyd Mayweather Jr. (en el que perdió). UFC originalmente planeó una pelea por el título interino entre Nurmagomedov y el ganador de The Ultimate Fighter: Team Lesnar vs. Team dos Santos, Tony Ferguson, pero fue cancelado debido a que el ruso tenía problemas médicos relacionados con su peso en el día del pesaje. Ferguson finalmente ganó el título interino en UFC 216 contra Kevin Lee. Se esperaba que Ferguson se encontrara con Nurmagomedov en UFC 223, con el ganador coronándose como el campeón indiscutido (ya que McGregor sería despojado del título tan pronto como se llevara a cabo la pelea). Sin embargo, fue cancelada una vez más (cuarta vez en la historia) cuando Ferguson se lesionó, y después de varias posibilidades para un oponente, Nurmagomedov finalmente ganó el título vacante contra Al Iaquinta. Esa cartelera también fue marcada por un ataque contra un autobús que contenía varios peleadores programados para competir en el evento (incluyendo Nurmagomedov y dos compañeros de equipo), realizado por McGregor y su tripulación.
Jussier Formiga fue programado para enfrentar a Sergio Pettis en enero de 2017 en UFC Fight Night: Rodríguez vs. Penn. Sin embargo, Formiga fue sacado de la pelea por razones desconocidas. La pelea fue reprogramada para este evento.
El 1 de octubre, Sean O'Malley anunció su retirada de la pelea frente a José Alberto Quiñónez después de fallar un test antidrogas de USADA. Quiñónez fue sacado de la cartelera y reprogramado para un evento futuro.

## Resultados
1. ↑  Por el Campeonato de Peso Ligero de UFC.

## Bonificaciones
Los siguientes peleadores recibieron $50,000 en bonos:
- Pelea de la noche: Tony Ferguson vs. Anthony Pettis
- Actuación de la noche: Derrick Lewis y Aspen Ladd

## Reporte de pago
El siguiente es el pago informado a los peleadores según lo informado a la Comisión Atlética del Estado de Nevada. No incluye dinero de patrocinadores y tampoco incluye los bonos tradicionales de UFC. El pago total revelado para el evento fue de $ 6,636,000.
- Khabib Nurmagomedov: $2,000,000 (sin bono de victoria)^ derr. Conor McGregor: $3,000,000
- Tony Ferguson: $155,000 (incluye $5,000 por la victoria) derr. Anthony Pettis: $145,000
- Dominick Reyes: $90,000 (incluye $45,000 por la victoria) derr. Ovince Saint Preux: $86,000
- Derrick Lewis: $270,000 (incluye $135,000 por la victoria) derr. Alexander Volkov: $75,000
- Michelle Waterson: $100,000 (incluye $50,000 por la victoria) derr. Felice Herrig: $40,000
- Jussier Silva: $86,000 (incluye $43,000 por la victoria) derr. Sergio Pettis: $46,000
- Vicente Luque: $76,000 (incluye $38,000 por la victoria) derr. Jalin Turner: $10,000
- Aspen Ladd: $24,000 (incluye $12,000 por la victoria) derr. Tonya Evinger: $30,000
- Scott Holtzman: $60,000 (incluye $30,000 por la victoria) derr. Alan Patrick: $30,000
- Yana Kunitskaya: $50,000 (incluye $25,000 por la victoria) derr. Lina Länsberg: $20,000
- Nik Lentz: $100,000 (incluye $50,000 por la victoria) derr. Grey Maynard: $54,000
- Tony Martin: $56,000 (incluye $28,000 por la victoria) derr. Ryan LaFlare: $33,000

## Récord
La asistencia marcó 22 827 fanáticos, obteniendo una ganancia de $17.2 millones. Estableciendo el récord de asistencia más alta de la historia de UFC en el estado de Nevada.

## Audiencia
En la ciudad natal de Nurmagomedov en Rusia, la pelea marcó el récord del evento de MMA más visto. En el canal ruso Match TV, donde el evento comenzó a ser transmitido a las 5:00 y la pelea Nurmagomedov-McGregor fue después de las 7:00, la pelea fue vista por más 4 millones de televidentes. En el Reino Unido, la pelea fue vista por 1,282,500 televidentes por televisión de paga en el canal BT Sport 1.